# Георгиевка (Крым)
Гео́ргиевка (до 1939 года Новогео́ргиевка; укр.  Георгіївка, крымскотат. Georgiyevka, Георгиевка) — село в Советском районе Республики Крым, входит в состав Ильичёвского сельского поселения (согласно административно-территориальному делению Украины — Ильичёвского сельского совета Автономной Республики Крым).

## Население
| 2001 | 2014 |
| ---- | ---- |
| 0    | →0   |

### Динамика численности
- 1926 год — 46 чел.[9]
- 1939 год — 97 чел.[10]
- 1989 год — 3 чел.[10]
- 2001 год — 0 чел.[11]
- 2009 год — 0 чел.[12]
- 2014 год — 0 чел.[13]

## Современное состояние
На 2017 год в Георгиевке числится 1 улица — Виноградная; на 2009 год, по данным сельсовета, село занимало площадь 2,6 гектара, жителей и дворов не числилось. Георгиевка связана автобусным сообщением с райцентром, Симферополем, городами Крыма и соседними населёнными пунктами.

## География
Георгиевка — опустевшее село на юго-востоке района, в степном Крыму на правом берегу реки Мокрый Индол, с южной стороны Северо-Крымского канала и автодороги Херсон — Керчь, высота центра села над уровнем моря — 43 м. Ближайшие сёла — Шахтино в 0,5 км на север и Восточное в 2 км на юг. Райцентр Советский — примерно в 20 километрах (по шоссе) на северо-запад, ближайшая железнодорожная станция — Новофёдоровка (на линии Джанкой — Феодосия) — около 18 километров.

## История
Впервые в исторических документах селение встречается в Списке населённых пунктов Крымской АССР по Всесоюзной переписи 17 декабря 1926 года, согласно которому в селе Ново-Георгиевка, Ак-Кобекского сельсовета Феодосийского района, числилось 11 дворов, все крестьянские, население составляло 46 человек, все болгары. Постановлением ВЦИК «О реорганизации сети районов Крымской АССР» от 30 октября 1930 года (по другим сведениям 15 сентября 1931 года) Феодосийский район был упразднён и село включили в состав Сейтлерского, а с образованием в 1935 году Ичкинского — в состав нового района. По данным всесоюзная перепись населения 1939 года в селе проживало 97 человек. На километровой карте Генштаба Красной армии 1941 года село уже носит название Георгиевка. С 25 июня 1946 года Георгиевка в составе Крымской области РСФСР, а 26 апреля 1954 года Крымская область была передана из состава РСФСР в состав УССР, в том же году Шахтинский сельсовет был объединён с Восточненским и создан Ильичёвский (в котором село состоит всю дальнейшую историю). По данным переписи 1989 года в селе проживало 3 человека. С 12 февраля 1991 года село в восстановленной Крымской АССР, 26 февраля 1992 года переименованной в Автономную Республику Крым. По сведениям сельсовета, село на 2009 год уже прекратило существование, но ещё числится среди действующих.